# Derek Walcott
Derek Walcott (Castries, Sv. Lucija, 23. siječnja 1930.), britanski književnik.
Dobitnik je Nobelove nagradu za književnost 1992. godine.